# Grzegorz Buczek (architekt)
Grzegorz Adam Buczek (ur. 1950) – architekt, urbanista, działacz samorządowy. 

## Życiorys
Absolwent Politechniki Śląskiej i Politechniki Warszawskiej (dyplom 1976), st. wykładowca Wydziału Architektury Politechniki Warszawskiej (od 1982), obecnie w Katedrze Projektowania Urbanistycznego i Krajobrazu Wiejskiego. Wykładowca studiów podyplomowych Urbanistyki i Gospodarki Przestrzennej oraz Ochrony Dziedzictwa Kulturowego na WA PW, a także studiów miejskich Miasta i Metropolie warszawskiej Akademii Sztuk Pięknych. Zajmuje się m.in. urbanistyką, gospodarką przestrzenną, ochroną dziedzictwa kulturowego, partnerstwem publiczno-prywatnym, inwestycjami nieruchomościowymi oraz współpracą z samorządami i organizacjami pozarządowymi. Współzałożyciel i przewodniczący Rady Fundacji Europejski Instytut Nieruchomości. Członek Rady ds. historycznego kampusu Szkoły Głównej Handlowej. Partner w spółce cywilnej „Buczek i Wojda Architekci” (zał. w 1997).
Pierwszy burmistrz Ochoty (1990), wieloletni radny samorządów warszawskich. Był także m.in. zastępcą dyrektora Wydziału Zagospodarowania Przestrzennego Biura Zarządu m.st. Warszawy oraz sekretarzem Rady Urbanistyczno-Architektonicznej i członkiem Miejskiej Komisji Urbanistyczno-Architektonicznej przy kolejnych prezydentach m.st. Warszawy. 
Współzałożyciel i zastępca redaktora d. miesięcznika „Urbanista” (2003–2008), b. sekretarz i wieloletni członek Głównej Komisji Urbanistyczno-Architektonicznej. Przez kilka kadencji wiceprezes Oddziału Warszawskiego Stowarzyszenia Architektów Polskich, b. wieloletni członek Zarządu tego Oddziału, także b. przewodniczący komisji ds. legislacji przy Zarządzie Głównym SARP; b. wiceprezes Towarzystwa Urbanistów Polskich.  

## Odznaczenia
Odznaczony Krzyżem Oficerskim Orderu Odrodzenia Polski (2007), Krzyżem Wolności i Solidarności (2018), Srebrnym Krzyżem Zasługi (2003), Medalem Komisji Edukacji Narodowej oraz (m.in.) złotymi odznakami SARP i TUP. 